# Proprioseius retroacuminatus
Proprioseius retroacuminatus är en spindeldjursart som beskrevs av Zacarias och Moraes 200. Proprioseius retroacuminatus ingår i släktet Proprioseius och familjen Phytoseiidae. Inga underarter finns listade i Catalogue of Life.